# Chimonobambusa montigena
Chimonobambusa montigena är en gräsart som först beskrevs av Tong Pei Yi, och fick sitt nu gällande namn av Dieter Ohrnberger. Chimonobambusa montigena ingår i släktet Chimonobambusa och familjen gräs. Inga underarter finns listade i Catalogue of Life.